# Andromeda csillagkép
Az Andromeda látványos csillagkép az északi égbolton. Magyarországról őszi estéken csaknem a zenitben látható; nyáron éjfél után a keleti égbolton, télen és kora tavasszal este a nyugati égbolton figyelhető meg. Északi része Magyarországról egész évben látható.

## Nevének eredete

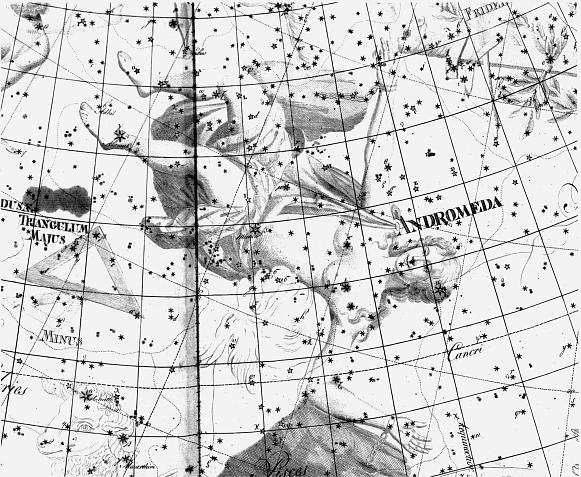
Andromeda - Andromeda csillagkép

A csillagkép a görög mitológiában szereplő Androméda királylányról kapta nevét. Androméda Képheusz aithiopiai király és Kassziopeia királyné leánya volt. A királyné azzal dicsekedett, hogy ő a nimfáknál is szebb. Ezért az istenek megharagudtak rá, és Poszeidón, a tengerek istene egy tengeri szörnyet küldött, amely rengeteg embert elpusztított. A királyi pár egy jósdához fordult, ahol azt a jóslatot kapták, hogy akkor szabadulhatnak meg a szörnytől, ha leányukat feláldozzák neki. Vállalták ezt az áldozatot, és Andromédát meztelenül a tengerparti sziklához láncolták Joppa közelében (kikötőváros az ókori Palesztinában), hogy ott Kétónak (latin Cetus), a tengeri szörnynek a zsákmányául essék. Miközben a lány a kegyetlen véget várta, arra száguldott Perszeusz, Zeusz halandó fia. Éppen hazafelé tartott sikeres vállalkozásából, melynek során megölte Meduszát, az egyik félelmetes gorgót.
Egyesek szerint saruját, Pallasz Athéné (a bölcsesség istennőjének és a hősök védelmezőjének) ajándékát viselte. A mítosz egy másik változatában, amely jobban illik a szóban forgó csillagképekhez, a szárnyas ló, Pégaszosz hátán érkezett. Perszeuszt elbűvölte Androméda szűzies szépsége, s felajánlotta, hogy megküzd a tengeri szörnnyel, ha cserébe a hercegnő neki adja a kezét. Képheusz, az apa hajlandónak mutatkozott az egyezségre. A Cet megijedt Perszeusz tengeren tükröződő árnyékától, így a hős halálos csapást mért rá, majd kiszabadította Andromédát. A történet minden szereplője (Andromeda, Cepheus, Cassiopeia, Perseus és a Cet, azaz Kétó) csillagképként látható az égbolton.
A görög Androméda-mítosz hátterében felsejlik a csillagkép mitikus értelmezésének homályos, talányos alaprétege. Androméda neve - "a férfiakon uralkodó" - utal erre. Manilius római költőnél (Kr.u. 1. század) ezt olvashatjuk: "Androméda szépsége legyőzte a Medusza legyőzőjét". Androméda tehát nem is olyan védtelen, gyenge nő talán, mint amilyennek a görög mítosz mutatja, inkább Aphroditéhoz, a szerelem istennőjéhez áll közelebb. Ez megerősíteni látszik az Androméda-legenda mezopotámiai eredetét. Korábban a csillagképet a szerelem és a háború óegyiptomi istennőjével, Astartével azonosították (a babilóniai mitológiában Istár). Astartét buja tengeristennőként ábrázolták. Személyét az ókori Palesztina számos templomában vallásos tisztelet övezte, ugyanazokon a partokon, ahol Joppé lakói Andromédát is fel akarták áldozni.

## Fényes csillagok
| Jel | Elnevezés              | Színképtípus | Látszólagos fényesség | Luminozitás Nap-egységekben | Távolság fényévekben | Megjegyzés                                  |
| α   | Sirrah, vagy Alpheratz | B8           | 2,1                   | 120                         | 160                  | spektroszkópiai kettőscsillag               |
| β   | Mirach                 | M0           | 2,1                   | 110                         | 88                   | vörös óriás, kettőscsillag                  |
| γ   | Alamak                 | K3           | 2,1                   | 650                         | 260                  | vörös óriás, három csillagból álló rendszer |
| δ   |                        | K            | 3,2                   |                             |                      | vörös óriás, kettőscsillag                  |
| ο   |                        | B            | 3,5…3,7               |                             |                      | változócsillag                              |
| 51  |                        | K            | 3,6                   |                             |                      | vörös óriás                                 |
| μ   |                        | A            | 3,9                   |                             |                      | kettőscsillag                               |

Az α Andromedae, a főcsillag, egyúttal a Pegazus-négyszög bal felső csillaga is, anélkül, hogy a mai csillagképtan szerint ahhoz a csillagképhez tartozna. A csillagnak két elnevezése is létezik. Mindkettő ugyanabból az arab kifejezésből (Al Surrat al Faras - a ló köldöke)származik. Azonban az arab Alpheratz elnevezés, amely "a ló vállát" jelenti, emlékeztet a Pegazus szomszédságára. A csillag megnevezésére gyakrabban a Sirrah nevet használják, aminek jelentése "(Andromeda) köldöke". Az arab asztrológia ennek ellenére átvette Ptolemaiosztól az Al has al Mar'ah as Musalsalah megjelölést, ami annyit tesz, "a leláncolt nő feje". Az Andromeda sok régi ábrázolásánál az α, β és γ Andromedae csillaglánc az etiópiai hercegnőnek csak az alsótestét, lábszárát és lábát képezte, míg felsőteste átnyult a Pegazus-négyszögbe. Ha a Pegazus-négyszög mellett az említett csillagláncot is tekintjük, geometriailag egy hatalmas szekérfélét kapunk, amelyet azonban nem szabad összekeverni a Sarkcsillag közelében található valódi Göncölszekérrel. A csillaglánc meghosszabbításában található a Mirfak, a Perseus csillagkép főcsillaga.
A β Andromedae neve Mirach, ami "kötényt" jelent.
A γ Andromedae neve (Alamak), ami sivatagi hiúzt jelent, főcsillaga körül 10 szögmásodperc látszó távolságra egy 5,1 magnitúdós csillag kering. Ez utóbbi körül kering a harmadik, 6,6 magnitúdós komponens. Magyarország déli területein még felkel és lenyugszik, de az északi országrészeken már cirkumpoláris.
A π Andromedae két komponense 4,4 és 8,6 magnitúdós, látszó szögtávolságuk 36 szögmásodperc.
Az R Andromedae Mira típusú változócsillag, fényessége 5,8 és 14,9 magnitúdó között változik.

## Mélyégobjektumok
A csillagkép leghíresebb objektuma a hozzánk legközelebbi extragalaxisok egyike, az Androméda-galaxis, amely 4,9 magnitúdós fényességével tiszta időben szabad szemmel is megfigyelhető. Az Androméda galaxis körül négy kisebb galaxis kering. Az M32 (NGC 221) és M110 (NGC 205) galaxisok az Androméda csillagképben, míg az NGC 185 és NGC 147 galaxisok a Kassziopeia csillagképben láthatók.
Az NGC 891 jelű spirálgalaxisra, amely 43 millió fényévre van tőlünk, az éle irányából látunk rá.
| Messier-szám                   | NGC-szám | Típusa         | Látszólagos fényesség | Látszólagos nagyság | Rektaszcenzió | Deklináció |
| Messier 31 (Androméda galaxis) | NGC 224  | galaxis        | 4,9m                  | 160'x40'            | 0h 40m        | 41°00'     |
| Messier 32                     | NGC 221  | galaxis        | 8,2m                  | 2,6'x2,1'           | 0h 40m        | 40°36'     |
| Messier 110                    | NGC 205  | galaxis        | 9,4m                  | 8,0'x3,0'           | 0h 37,6m      | 40°25'     |
|                                | NGC 206  | csillagfelhő   |                       | 4,2'                | 00h 40,31m    | 40°44'     |
|                                | NGC 404  | galaxis        | 10,7m                 | 1,3'x1,3'           | 1h 06,6m      | 35°27'     |
|                                | NGC 752  | nyílthalmaz    | 7,0m                  | 45'                 | 1h 54,7m      | 37°25'     |
|                                | NGC 891  | galaxis        | 10,0m                 | 12,0'x1,0'          | 2h 19,3m      | 42°07'     |
|                                | NGC 7662 | planetáris köd | 8,4m                  | 32"x18"             | 23h 23,5m     | 42°16'     |